# Senegal
 Ovo je glavno značenje pojma Senegal. Za istomenu rijeku pogledajte Senegal (rijeka).
Senegal je država u zapadnoj Africi.

## Zemljopis
Na sjeveru zemlje rijeka Senegal odvaja Senegal od Mauretanije, dok na istoku ova zemlja graniči s Malijem, a na jugu s Gvinejom i Gvinejom Bisau. Gambija se uvlači u unutrašnjost senegalskoga državnog teritorija te tako odvaja južnu provinciju Casamance od sjevernoga dijela zemlje.
Najveći dio Senegala je nizak. Jedina spomena vrijedna uzvisina u zemlji je ogranak gorja Fouta Djalona (do 400 m) na jugoistoku zemlje. Niska obala Atlantskoga oceana obilježena je pješčanim plažama te je duga oko 500 kilometara, dok u deltama rijeka Sine, Salouma i Casamance prevladavaju močvarne šume mangrova. Sjeverni dio obale prate dugi pješčani nasipi, priobalna jezera i solju obložene dine.

## Klima
Klima je tropska s odvojenim sušnim i kišnim razdobljem koje uvjetuju zimski sjeveroistočni odnosno ljetni jugozapadni vjetrovi. Prosječna godišnja količina oborina za Dakar je oko 600 mm, a većina ih padne između lipnja i listopada kada je prosječna temperatura oko 27 °C; od prosinca do veljače temperatura se spušta na oko 17 °C. Temperature su u više u unutrašnjosti, a količina oborina povećava se prema jugu, gdje mjestimice dosiže i 1500 mm.

## Administrativna podjela
Senegal je podijeljen u 14 regija (nazvanih po njihovim glavnim gradovima), 45 departmana, te 103 okruga (Arrondissemens).
| Regije Senegala | - Dakar - Diourbel - Fatick - Kaffrine - Kaolack - Kédougou - Kolda | - Louga - Matam - Saint-Louis - Sédhiou - Tambacounda - Thiès - Ziguinchor |

## Povijest
U 6. stoljeću na područje Senegala naseljavaju se narodi Wolofi i Sereri, a u 9. stoljeću pristižu fulanski Toucouleri čija država postaje dominantna sila početkom drugog tisućljeća. U 11. stoljeću do Senegala stiže islam kojeg su proširili Almoravidi. Od 14. stoljeća područjem dominira država naroda Wolof, koja se u 16. stoljeću raspada na manja kraljevstva.
Prisutnost Europljana na obali Senegala traje od polovice 15. stoljeća kada su Portugalci osnovali trgovačke postaje na ušću rijeke Senegal. Do kraja 17. stoljeća Francuzi su postali najjača sila na ovom području, ali nisu prodrli u unutrašnjost sve do polovice 19. stoljeća. Za vrijeme francuske kolonizacije Senegal se ubrzano gospodarski razvija, širi se uzgoj kikirikija i izgrađuju željeznice.
Poslije prvog, a osobito drugog svjetskog rata u Senegalu raste težnja domaćeg stanovništva za većom ulogom u političkom životu, a kasnije i za samostalnošću. Vodeći senegalski političar postaje profesor i pjesnik Léopold Sédar Senghor koji se isprva zalaže za ostanak zemlje u Francuskoj zajednici, a 1960. postaje prvi predsjednik neovisnog Senegala. Senghor vodi zemlju do 1980. umjerenom politikom koja se oslanja na podršku muslimanske vjerske hijerarhije (iako je sam Senghor bio katolik), suradnju s Francuskom i modificirani socijalizam. U 1980-ima zemlja se suočava s gospodarskim problemima i rastućom političkom nestabilnošću u regiji, a u južnoj pokrajini Casamance (u pojasu između Gambije i Gvineje Bisau) separatistički pokret Mouvement des forces démocratiques de Casamance započinje oružanu borbu za neovisnost koja većom ili manjom žestinom traje do danas.
Na predsjedničkim izborima 2000. Socijalistička stranka, koja je vladala Senegalom od neovisnosti, doživljava poraz i predsjednikom postaje dugogodišnji vođa oporbe Abdoulaye Wade u mirnoj smjeni vlasti, jednoj od rijetkih u Africi.

## Stanovništvo
Najveće etničke skupine su Wolofi (43%), Fulani (24%) i Serer (15%). Njihovi jezici pripadaju atlantskoj skupini nigersko-kongoanske jezične porodice. U zemlji živi i oko 50.000 Europljana i (uglavnom Francuza) i Libanonaca, te manje zajednice Kineza i Vijetnamaca.
Najbrojnija vjera je islam (94% stanovništva). Islamska vjerska hijerarhija (sufijska bratstva) ima značajnu ulogu u društvenom i političkom životu zemlje.

## Gospodarstvo
Tri četvrtine svih Senegalaca bavi se poljoprivredom, no njome se privređuje manje od petine bruto društvenog proizvoda. Senegal trpi posljedice jednostranoga usmjerenja poljoprivredne proizvodnje jer se još od kolonijalnoga doba za potrebe izvoza uzgajao jedino kikiriki kao monokultura. Za potrebe izvoza još se uzgaja i pamuk.
Senegal, u kojem se nekad moglo proizvesti dovoljno riže i prosa za prehranu cijeloga stanovništva, danas je ovisan o uvozu skupe riže iz Azije. Suše, nekontrolirana ispaša i erozija tla gotovo onemogućuju bilo kakvo širenje sadašnjih obradivih površina, dok je zemlja na mnogim mjestima u međuvremenu postala trajno neplodna.
S obzirom na to da se senegalska obala ubraja u ribom najbogatije vode zapadne Afrike, izvoz ribe ima određeno gospodarsko značenje. Ostali gospodarski oslonci Senegala su vađenje fosfata i turizam.
BDP je za 2004. procijenjen na 1700 USD po stanovniku (mjereno po PPP-u).